# Porte-queue à lignes brisées
Satyrium liparops
Espèce
Le Porte-queue à lignes brisées (Satyrium liparops ) est une espèce d'insectes lépidoptères de la famille des Lycaenidae, de la sous-famille des Theclinae et du genre Satyrium.